# Камера-обскура

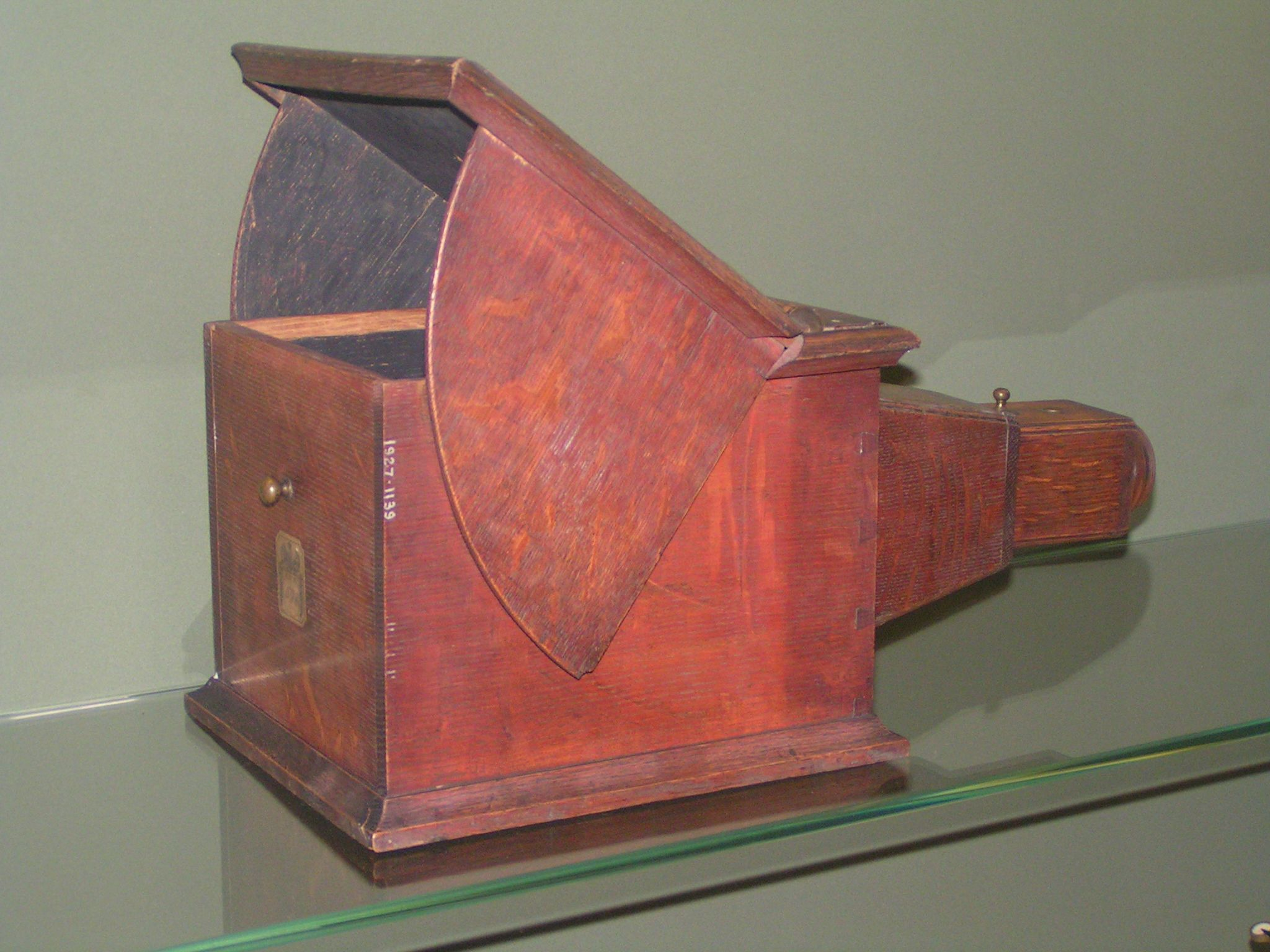
Камера-обскура, общий вид

Ка́мера-обску́ра (лат. camera obscūra — «тёмная комната») — простейший вид устройства, позволяющего получать оптическое изображение объектов.
Представляет собой светонепроницаемый ящик с отверстием в одной из стенок и экраном (матовым стеклом или тонкой белой бумагой) на противоположной стене. Лучи света, проходя сквозь малое отверстие (диаметр которого зависит от «фокусного расстояния» камеры, приблизительно 0,1—5 мм), создают перевёрнутое изображение на экране.
На основе камеры-обскуры были сделаны некоторые фотокамеры, называющиеся Стеноп.
Камера-обскура является частным случаем устройства с кодирующей апертурой.
Ввиду отсутствия в камере-обскуре оптических элементов, прямо воздействующих на свет (за исключением границы отверстия), она подходит для создания изображений в высокоэнергетических областях спектра.

## Принцип

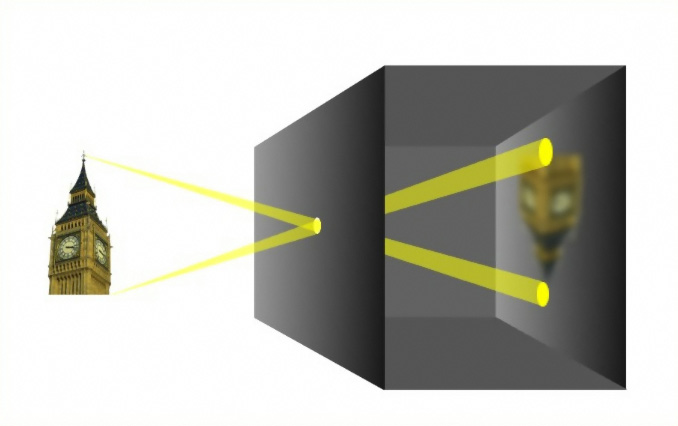
Принцип построения изображения в камере-обскуре

Камера-обскура не может обеспечить высокой резкости изображения. При уменьшении диаметра отверстия резкость повышается только до определённого предела, при слишком сильном уменьшении отверстия начинают сказываться эффекты дифракции света на отверстии и изображение становится менее резким.
Процесс размытия изображения математически является свёрткой. Изображение на экране является двумерной свёрткой фотографируемого объекта с пятном рассеяния точечного источника света (англ. point spread function), форма изображения точечного источника света в случае геометрической оптики совпадает с увеличенной формой отверстия (если пренебречь дифракцией и другими искажениями). Например, если отверстие имеет форму щели, то изображение точечного источника будет представлять собой прямую полосу и изображение сцены окажется линейно размытым; если сделать несколько отверстий, то изображение будет «размноженным» (см. также Кодирующая апертура).
Обскура характеризуется бесконечно большой глубиной резко изображаемого пространства. Говорить о фокусном расстоянии обскуры можно только условно. Под эквивалентным фокусным расстоянием такой камеры обычно понимают расстояние от отверстия до экрана f. Соотношение f/D называется, как и в объективе, Диафрагменным числом. Камера с f = 100 мм и диаметром отверстия D = 0,5 мм имеет диафрагменное число равное f/200. Увеличение отверстия (апертуры) до 1 мм (на две ступени) уменьшает число до f/100 (f/100 > f/200). Длительность выдержки, таким образом, уменьшается до 25 суток.

## История
Первые камеры-обскуры представляли собой затемнённые помещения (или большие ящики) с отверстием в одной из стен. Упоминания о камере-обскуре встречаются ещё в V—IV веке до н. э. — последователи китайского философа Мо-цзы (моисты) описали возникновение перевёрнутого изображения на стене затемнённой комнаты. Возможно, упоминание о камере-обскуре встречаются у Аристотеля, который задавался вопросом, каким образом может возникать круглое изображение Солнца, когда оно светит через квадратное отверстие.
В XI веке арабский учёный Ибн аль-Хайсам (Альхазен) из Басры пользовался специальными палатками для наблюдений за затмениями Солнца. Зная, как вредно смотреть на солнце невооружённым глазом, он делал маленькое отверстие в пологе палатки и рассматривал изображения солнца на противоположной стенке. Альхазен был первым, кто объяснил принцип действия камеры-обскуры, основываясь на принципе прямолинейности распространения света. При этом он сделал вывод, что общепринятая в те годы теория распространения света (согласно которой лучи света исходят из глаз и как бы «ощупывают» объект) не соответствует действительности.
В средние века камера-обскура неоднократно использовалась для астрономических наблюдений. Так, в XIII веке английский философ Роджер Бэкон и французский астроном Гильом де Сен-Клу использовали её для наблюдения солнечных затмений, астрономы XIV века Леви бен Гершом и Ибн аш-Шатир использовали камеру-обскуру для измерения углового диаметра Солнца (у Леви бен Гершома — также планет).

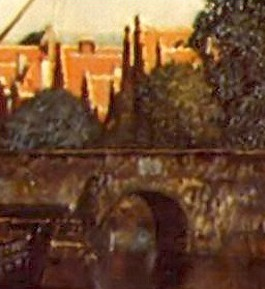
Фрагмент пейзажа Яна Вермеера Дельфтского, созданного при помощи камеры-обскуры

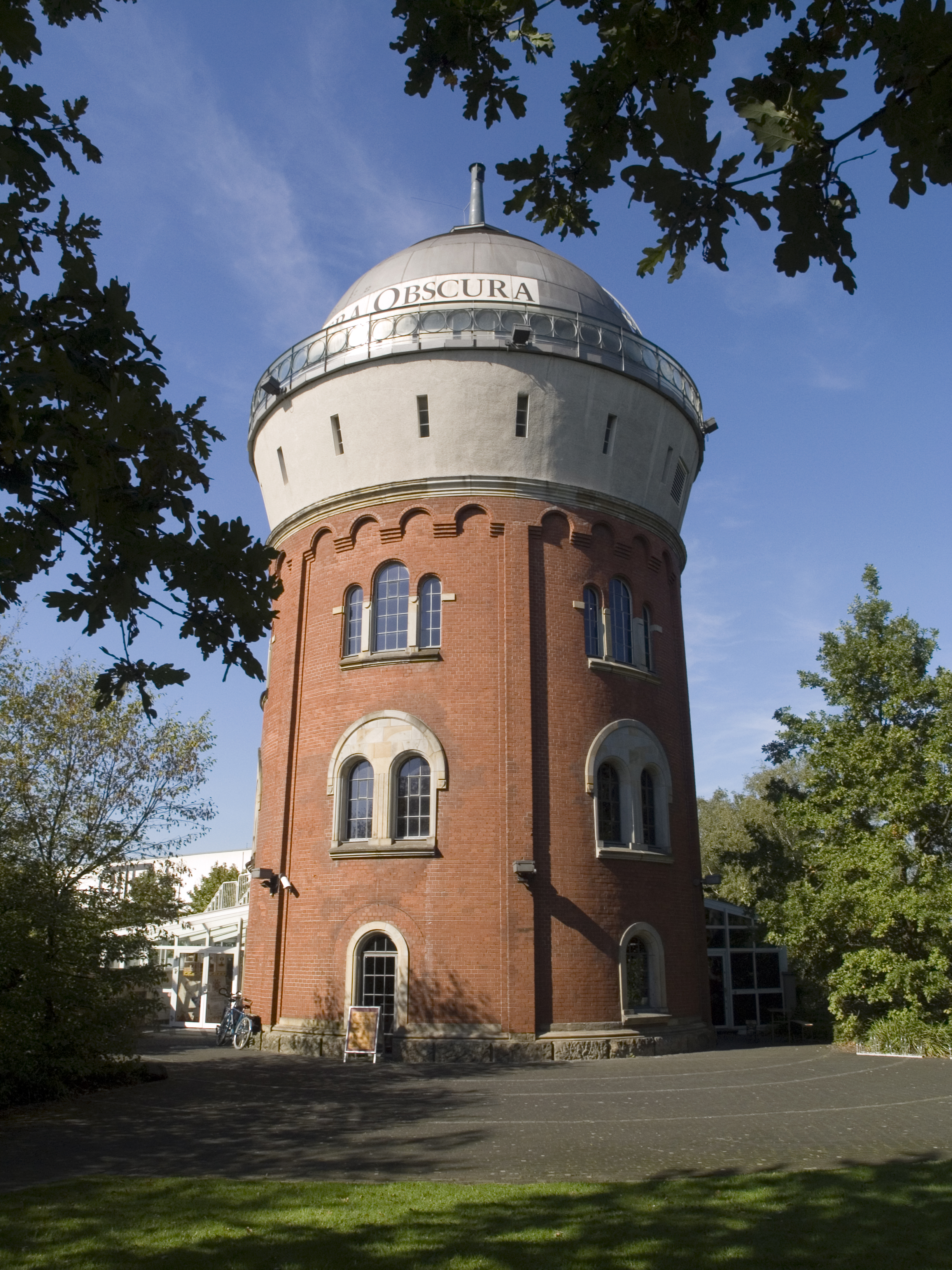
Камера-обскура в г. Мюльхайм-ан-дер-Рур (Северный Рейн-Вестфалия)

Художники, прежде всего архитекторы и живописцы эпохи Возрождения, восторженно относились к иллюзорным эффектам, получаемым с помощью способа центральной проекции изображения на картинную плоскость. Поэтому предполагается, что камеру-обскуру изобрёл архитектор и теоретик Леон Баттиста Альберти. Об этом приборе имеется упоминание в «Трактате о живописи» Леонардо да Винчи. По иным данным, камеру-обскуру изобрёл ученик Микеланджело Буонарроти архитектор Джакомо делла Порта. Камеру-обскуру в дальнейшем использовали многие художники для построения точных архитектурных ведут «Идеального города». Ян Вермеер Дельфтский использовал камеру-обскуру для создания городских пейзажей. Камеры-обскуры тех времён представляли собой большие ящики с системой зеркал для отклонения света. Согласно традиционной точке зрения, наука перспективы, выработанная живописцами, в частности мастерами ведуты, оказала влияние на архитектуру и искусство театральной декорации. Однако, более убедительна обратная версия: о влиянии искусства архитектуры на «перспективную живопись» ведут.
В 1686 году Йоганн Цан спроектировал портативную камеру-обскуру, оснащённую зеркалом, расположенным под углом 45° и проецировавшим изображение на верхнюю горизонтальную стенку ящика. Бумага укладывалась на стеклянное окно в стенке горизонтально, а изображение на ней не было перевёрнуто вверх ногами, облегчая рисование.
Исаак Ньютон в своей монографии «Оптика» описывает принцип работы аппарата похожего на камеру-обскуру, но отличающегося устройством. 
В России в середине XVIII века имела распространение камера-обскура, носившая название «махины для снимания першпектив». Видописец Махаев с помощью «махины для снятия санктпетербургского прошпекту», изготовленной подмастерьем «инструментального художества» Тирютиным в инструментальной палате Академии наук, успешно выполнил перспективные виды Петербурга, Петергофа, Кронштадта и других русских городов.

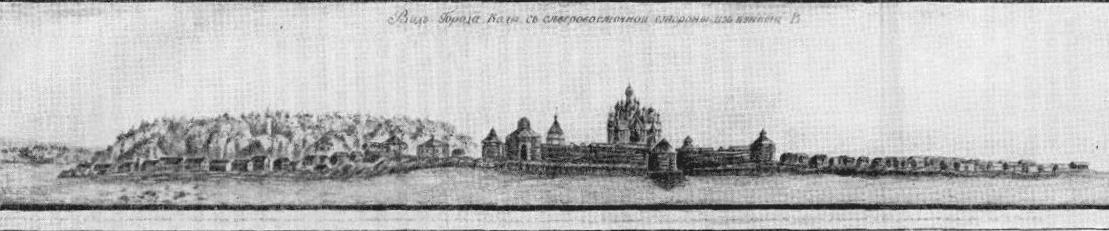
Панорамный вид города Кола Архангельской губернии, созданный при помощи камеры-обскуры в 1797 году

Часто вместо простого отверстия использовался объектив (обычно одиночная линза), что позволяло значительно увеличить яркость и резкость изображения. С развитием оптики объективы усложнялись, а после изобретения светочувствительных материалов камеры-обскуры стали первыми фотокамерами.
Однако и в настоящее время некоторые фотографы используют так называемые «стено́пы» — фотоаппараты с маленьким отверстием вместо объектива. Изображения, полученные при помощи таких камер, отличаются своеобразным мягким рисунком, идеальной линейной перспективой и предельно большой глубиной резкости.
В дофотографическую эру применялась также камера-люцида, изобретённая в 1807 году английским физиком Волластоном — четырёхгранная призма, при определённом угле зрения совмещающая мнимое изображение пейзажа с листом бумаги, на котором делается зарисовка.

## В искусстве
- Камера-обскура используется для одного из убийств в фильме Генри С. Миллера «Анаморф».
- Камера-обскура представлена в фильме Питера Веббера «Девушка с жемчужной серёжкой».
- В одном из эпизодов сериала «Герои» женщина наблюдает за солнечным затмением с использованием камеры-обскуры.
- В сериале «Белый воротничок» главные герои обнаруживают комнату камеру-обскуру в заброшенном доме.
- Камера-обскура использовалась в мультфильме «Симпсоны».
- Камера-обскура использовалась в 7 серии 3-го сезона сериала Безумцы (Mad Men). В нём герои наблюдали за полным солнечным затмением.
- Один из романов Набокова носит название «Камера обскура».
- Эффект камеры-обскуры использовался в одном из эпизодов фильма «Запределье».
- Камеры-обскуры есть в компьютерных играх «Тургор» и «Голос цвета» производства Ice-Pick Lodge: если коснуться любой сестры цветом, в камере-обскуре герой увидит её настоящую сущность.
- Камера-обскура часто упоминается в романе Чака Паланика «Дневник».
- В сериале «Демоны Да Винчи» Леонардо создает камеру-обскуру и проецирует изображение в небо, шантажируя таким образом высокопоставленного судью угрожая опозорить его на всю Флоренцию непристойным поведением.
- Камера-обскура представлена в фильме Стивена Чбоски «Чудо».
- В фильме "Легенда о Зеленом рыцаре" Леди пишет портрет главного героя, используя камеру-обскуру.
- В японской серии видеоигр Project Zero (европейское название, название в США - Fatal Frame) камера-обскура используется главными героями для борьбы с призраками.
- Упоминается в произведении А.И. Куприна "Поединок".
- Во 2 главе 2 сезона сюжета видеоигры Zenless Zone Zero является предметом, вокруг которого разворачиваются основные события.

## Эффект камеры-обскуры в природе

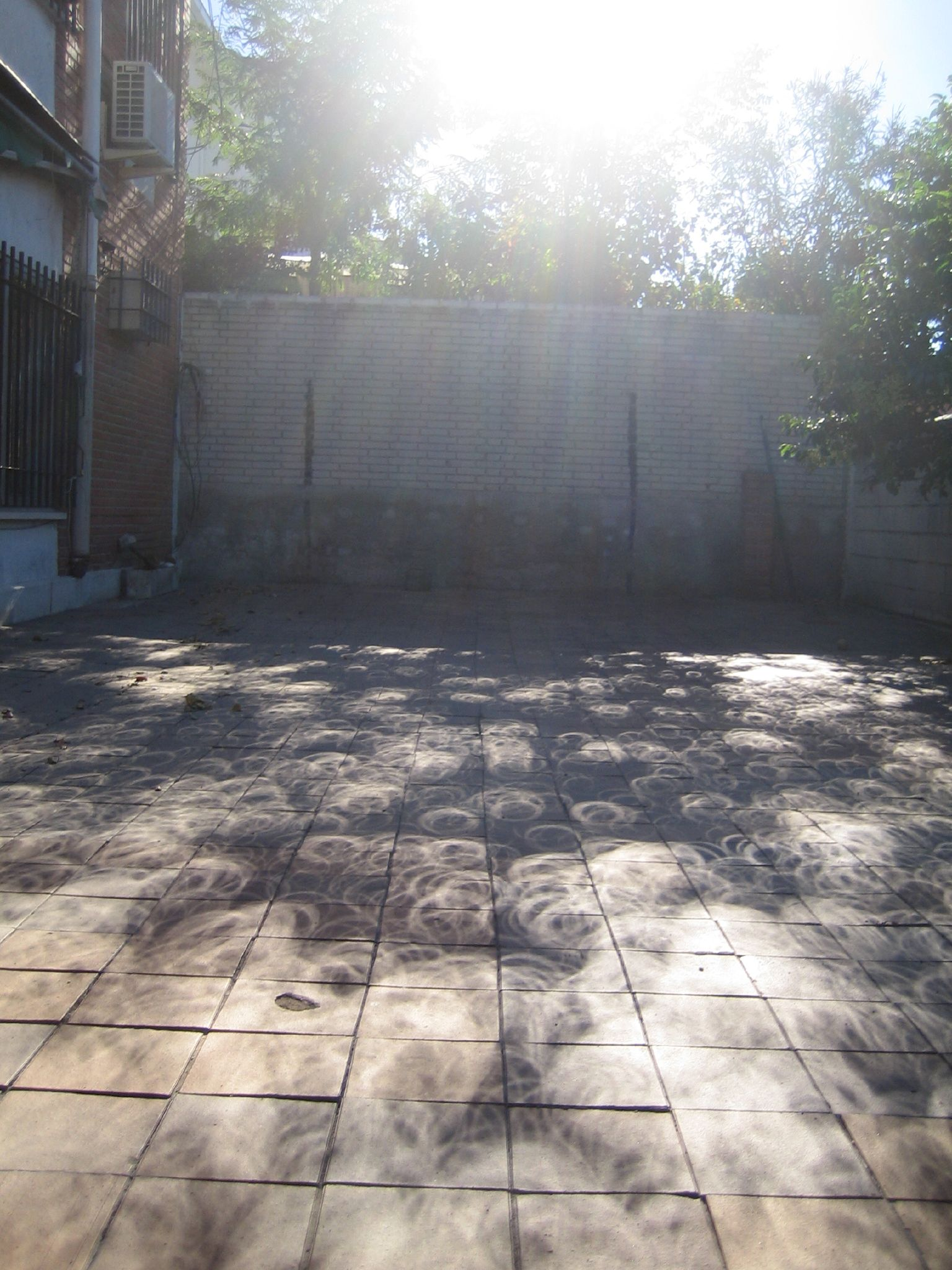
Серповидные тени во время частичного солнечного затмения — проявление эффекта камеры-обскуры

- Во время частичного солнечного затмения на поверхности земли наблюдаются серповидные тени. Эти тени повторяют форму Солнца, частично закрытого Луной.
- Глаза наутилуса работают по принципу камеры-обскуры.